# Ꞓ

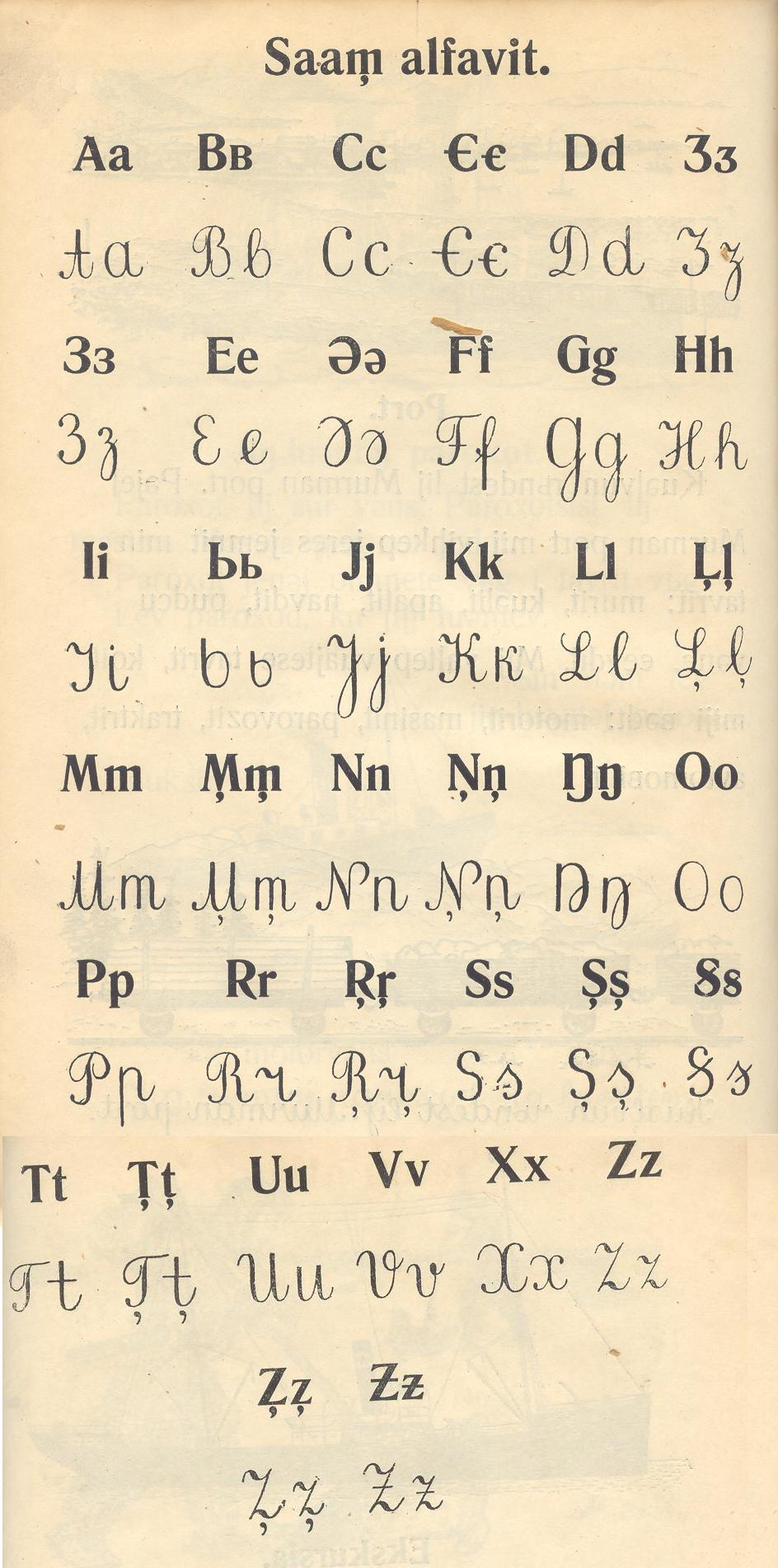
Das kildinsamische Alphabet von 1933 verwendete ebenfalls den Buchstaben C mit Stroke.

Das Ꞓ (kleingeschrieben ꞓ) ist ein Buchstabe des lateinischen Alphabets, bestehend aus einem C mit Querstrich. Der nicht mehr gebräuchliche Buchstabe fand in frühen Texten des Kildinsamischen Verwendung. Ferner wurde er bis 1930 im nanaiischen Alphabet verwendet.